# Fucina di Vulcano (Velázquez)
La fucina di Vulcano (La fragua de Vulcano) è un dipinto a olio su tela (223x290 cm) realizzato nel 1630 dal pittore Diego Velázquez.
È conservato nel Museo del Prado, fu dipinto a Roma nel 1630, insieme a la Tunica di Giuseppe e a la Rissa all'ambasciata di Spagna. Fu quello l'anno del soggiorno a Villa Medici. Con quest'opera Velasquez, come già aveva fatto con il Trionfo di Bacco, dipinta a Madrid tra il 1628 e il 1629, «si avvicina (...) all'Olimpo greco, «interpretandolo, però, con la sua più immediata e fresca intuizione».

## Descrizione
L'opera rappresenta un incontro fra due dei, Apollo e Vulcano.
In questo quadro viene riportato l'episodio epico nel quale Apollo – raffigurato circonfuso di luce, in tutta la sua bellezza e dolcezza -  fa visita a Vulcano, nella sua fucina, dove il dio-fabbro sta forgiando le armi per Marte. Qui, Apollo rivela a Vulcano che sua moglie Venere è l'amante di Marte, il dio della guerra. Si può quindi notare l'espressione di Vulcano, un misto d'indignazione e stupore, nell'apprendere la notizia e il dispiacere degli aiutanti dello stesso fabbro; così come l'atteggiamento, di netta superiorità, di Apollo nei suoi confronti.
Apollo, viene quindi rappresentato come una spia, proprio come lo era considerato Velázquez a quel tempo, durante il suo soggiorno a Roma. Potrebbe quindi trattarsi di una sorta di presa in giro nei confronti di chi lo definiva tale. È interessante, poi, notare come l'artista riesca a calare nella realtà un episodio mitologico, come fosse la scena di un romanzo borghese.